# Chandra West
Chandra K. West (Edmonton, 31 dicembre 1970) è un'attrice canadese.

## Biografia
Ha frequentato il liceo Oakville Trafalgar High School a Oakville, in cui si diplomò nel 1989. Preso il diploma, iniziò a lavorare come attrice. È nota per aver interpretato il personaggio di Holly Gribbs nei primi due episodi della serie televisiva CSI - Scena del crimine e il ruolo della dottoressa Honey nel film Io vi dichiaro marito e... marito del 2007.

### Vita privata
È sposata con il regista Mark Tinker.

## Filmografia parziale

### Cinema
- A un passo dall'inferno (No Contest), regia di Paul Lynch (1995)
- Salton Sea - Incubi e menzogne (The Salton Sea), regia di D.J. Caruso (2002)
- Soldifacili.com (The First $20 Million Is Always the Hardest), regia di Mick Jackson (2002)
- White Noise - Non ascoltate (White Noise), regia di Geoffrey Sax (2005)
- Un lungo weekend (The Long Weekend), regia di Pat Holden (2005)
- The Covenant 2 (Canes), regia di Micheal Bafaro (2006)
- Io vi dichiaro marito e... marito (I Now Pronounce You Chuck & Larry), regia di Dennis Dugan (2007)
- Luna Nascosta (Hidden Moon), regia di José Pepe Bojórquez (2012)

### Televisione
- Universal soldier - Progettati per uccidere (Universal Soldier II: Brothers in Arms), regia di Jeff Woolnough (1998)
- Universal soldier - Progettati per uccidere 2 (Universal Soldier III: Unfinished Business), regia di Jeff Woolnough (1998)
- FBI: Negotiator, regia di Nicholas Kendall (2005)
- Burn Notice - La caduta di Sam Axe (Burn Notice: The Fall of Sam Axe), regia di Jeffrey Donovan (2011)
- A Christmas Tail, regia di Elias Underhill (2014)

### Serie TV
- Highlander – serie TV, episodi 3x02 (1994)
- CSI - Scena del crimine (CSI: Crime Scene Investigation) – serie TV, episodi 1x01-1x02 (2000)
- Mister Sterling – serie TV, 7 episodi (2003)
- NYPD - New York Police Department (NYPD Blue) – serie TV, 13 episodi (2003-2004)
- John from Cincinnati – serie TV, 7 episodi (2007)
- Flashpoint - serie TV, episodio 1x04 (2008)
- 90210 – serie TV, episodi 1x04-1x06-1x14 (2008-2009)
- Detective Monk (Monk) – serie TV, episodio 8x10 (2009)
- Cold Case - Delitti irrisolti (Cold Case) – serie TV, episodio 7x12 (2010)
- The Gates - Dietro il cancello (The Gates) – serie TV, 13 episodi (2010)

## Doppiatrici italiane
Nelle versioni in italiano delle opere in cui ha recitato, Chandra West è stata doppiata da:
- Eleonora De Angelis in CSI - Scena del crimine, Io vi dichiaro marito e... marito
- Laura Latini in A un passo dall'inferno
- Emanuela Rossi in Universal Soldier II
- Giuppy Izzo in White Noise - Non ascoltate
- Roberta Pellini in Cold Case - Delitti irrisolti
- Giovanna Rapattoni in Flashpoint
- Beatrice Margiotti in Detective Monk
- Barbara De Bortoli in Castle
- Laura Romano in Private Practice
- Francesca Guadagno in The Gates
- Monica Gravina in Catastrofe a catena